# 轮叶芒毛苣苔
轮叶芒毛苣苔（学名：Aeschynanthus andersonii）为苦苣苔科芒毛苣苔属下的一个种。

## 扩展阅读
- 維基物種上的相關：轮叶芒毛苣苔